# (219) Thusnelda
(219) Thusnelda ist ein Asteroid des inneren Hauptgürtels, der am 30. September 1880 vom österreichischen Astronomen Johann Palisa an der Marine-Sternwarte Pola in Istrien entdeckt wurde.
Der Asteroid wurde wahrscheinlich nach Thusnelda, der Tochter des germanischen Häuptlings Segestes benannt. Sie wurde vom germanischen Helden Arminius (17 v. Chr.?–21), der einen blutigen Krieg gegen die Römer führte, gewaltsam zur Frau genommen. Er wurde schließlich von General Germanicus (15 v. Chr.–19) besiegt. Thusnelda wurde nach Rom gebracht, um im Triumphzug des Germanicus vorgeführt zu werden. Die Benennung erfolgte 1882 auf Vorschlag der Wiener Astronomen, siehe dazu auch bei (212) Medea.

## Wissenschaftliche Auswertung
Aus Ergebnissen der IRAS Minor Planet Survey (IMPS) wurden 1992 erstmals Angaben zu Durchmesser und Albedo für zahlreiche Asteroiden abgeleitet, darunter auch (219) Thusnelda, für die damals Werte von 40,6 km bzw. 0,20 erhalten wurden. Mit dem Satelliten Midcourse Space Experiment (MSX) wurden dann 1996 bis 1997 im Rahmen der Infrared Minor Planet Survey (MIMPS) neue Daten erhalten, aus denen 39,6 km bzw. 0,21 bestimmt wurden. Die Auswertung von Beobachtungen durch das Projekt NEOWISE im nahen Infrarot führte 2011 zu vorläufigen Werten für den Durchmesser und die Albedo im sichtbaren Bereich von 38,1 km bzw. 0,23. Ein Vergleich von Daten, die von 1978 bis 2011 an der Sternwarte Ondřejov in Tschechien und am Table Mountain Observatory in Kalifornien gesammelt wurden, mit den Daten von NEOWISE führte 2012 zu einer Korrektur der Werte für den Durchmesser und die Albedo auf 38,3 km bzw. 0,22. Nachdem die Werte 2012 nach neuen Messungen mit NEOWISE zunächst auf 41,8 km bzw. 0,19 geändert worden waren, wurden sie 2014 auf 37,7 km bzw. 0,25 korrigiert.
Eine spektroskopische Untersuchung von 820 Asteroiden zwischen November 1996 und September 2001 am La-Silla-Observatorium in Chile ergab für (219) Thusnelda eine taxonomische Klassifizierung als S- bzw. L-Typ.
Photometrische Messungen des Asteroiden erfolgten vom 1. bis 6. September 1981 am La-Silla-Observatorium in Chile. Aus der gemessenen Lichtkurve wurde damals eine Rotationsperiode von 29,76 h abgeleitet. Auch am Table Mountain Observatory in Kalifornien und am Lowell-Observatorium in Arizona waren 1981 Lichtkurven bestimmt worden, die zu einer Rotationsperiode von 29,842 h ausgewertet wurden.
Erst 2014 erfolgten im Zeitraum vom 11. Oktober bis 24. Dezember neue photometrische Messungen in einer Zusammenarbeit von sechs verschiedenen Observatorien in Polen, Katalonien, USA und Japan. Aus den zahlreichen erhaltenen Daten konnte nun eine Rotationsperiode von 59,80 h bestimmt werden. Eine Auswertung der Daten des Asteroid Terrestrial-impact Last Alert System (ATLAS) aus den Jahren 2015 bis 2018 bestätigte diesen Wert mit 59,712 h, darüber hinaus konnten zwei alternative Rotationsachsen für den Asteroiden bestimmt werden.
Mit dem Weltraumteleskop Transiting Exoplanet Survey Satellite (TESS) konnten während dessen Durchmusterung des Südhimmels 2018 bis 2019 auch Objekte des Sonnensystems beobachtet werden. Dabei wurden auch die Lichtkurven von fast 10.000 Asteroiden aufgezeichnet. Für (219) Thusnelda wurde aus Messungen etwa vom 21. April bis 1. Februar 2019 eine Rotationsperiode von 59,852 h abgeleitet. Archivierte Lichtkurven aus dem Zeitraum August 1981 bis Februar 2019 ermöglichten 2021 für den Asteroiden die Bestimmung einer Rotationsachse für retrograde Rotation. Außerdem wurde eine Rotationsperiode von 59,7105 h, ein Durchmesser von etwa 44 km und eine Albedo von 0,19 abgeleitet.
Zwischen 2012 und 2018 wurden mit der All-Sky Automated Survey for Supernovae (ASAS-SN) auch photometrische Daten von 20.000 Asteroiden aufgezeichnet. Auf mehr als 5000 davon konnte erfolgreich die Methode der konvexen Inversion angewendet werden, darunter auch (219) Thusnelda, für die in einer Untersuchung von 2021 ein verbessertes dreidimensionales Gestaltmodell für zwei alternative Rotationsachsen mit retrograder Rotation und einer Periode von 59,709 h berechnet wurde. Aus den Daten von ATLAS konnte in einer Untersuchung von 2022 mit der Methode der konvexen Inversion noch einmal eine Rotationsperiode von 59,71 h berechnet werden.